# 판문구역
판문구역(板門區域)은 조선민주주의인민공화국 개성특별시의 구역이다.
현재의 판문구역의 영역은 2002년에 판문군이 폐지되기 전 판문군의 관할 구역과 유사하다. 다만 이때 장풍군이나 개성시로도 일부 리가 편입이 되었으며, 개풍군이 폐지된 후 다시 개성특별시의 동쪽 농어촌 일부가 판문구역으로 분리가 되었다.

## 행정 구역
- 판문1동(板門1洞)
- 판문2동(板門2洞)
- 대룡리(大龍里)
- 상도리(上道里)
- 령정리(嶺井里)
- 신흥리(新興里)
- 조강리(祖江里)
- 림한리(臨漢里)
- 덕수리(德水里)
- 선적리(仙跡里)
- 판문점리(板門店里)
- 평화리(平和里)
- 채련리(採蓮里)
- 동내리(東內里)
- 애포리(艾浦里)

## 같이 보기
- 개풍군
- 판문군
- 판문점